# Tư vấn hướng nghiệp
Tư vấn hướng nghiệp là một hình thức tư vấn và hỗ trợ của các cán bộ tư vấn nghề nghiệp cho khách hàng, để giúp khách hàng quản lý hành trình cuộc đời, học tập và thay đổi  công việc (nghề nghiệp). Hoạt động này bao gồm khám phá thế giới nghề nghiệp, quyết định lựa chọn nghề nghiệp, quản lý các thay đổi nghề nghiệp, phát triển sự nghiệp  và giải quyết các vấn đề khác liên quan đến nghề nghiệp. Hiện tại trên thế giới chưa có một định nghĩa thống nhất về tư vấn nghề nghiệp, chủ yếu là do sự khác biệt về quan niệm, văn hóa và ngôn ngữ. Tuy nhiên, thuật ngữ 'tư vấn hướng nghiệp' thường diễn giải một sự can thiệp chuyên môn được tiến hành theo kiểu một-một  hoặc trong một nhóm nhỏ. Tư vấn hướng nghiệp có liên quan đến các hình thức tư vấn khác (ví dụ như tư vấn hôn nhân hoặc lâm sàng). Điểm tương đồng trong tất cả các loại hình tư vấn chuyên môn là vai trò của người thực hiện, những người kết hợp việc đưa ra lời khuyên trong lĩnh vực chuyên môn của họ với các kỹ thuật tư vấn để hỗ trợ khách hàng trong việc đưa ra các quyết định phức tạp và đối mặt với các tình huống khó khăn.